# Eleição para prefeito de San Antonio em 2009
A eleição para prefeito da cidade americana de San Antonio em 2009 aconteceu em 9 de maio de 2009.

## Candidatos
- Julian Castro
- Trish DeBerry-Mejia
- Diane G. Cibrian
- Sheila D. McNeil
- Rhett R. Smith
- Lauro Bustamante
- Julie Iris Oldham
- Michael "Commander" Idrogo
- Napoleon Madrid

## Resultados
Em 9 de maio de 2009, 11,61% dos eleitores de San Antonio foram às urnas, superior a eleição de 2007 que foram registrados 10,16% dos eleitores, para não haver segundo turno precisava de 50,01% dos votos, Julian Castro foi eleito no primeiro turno.
| Candidato                  | Votos  | %      |
| -------------------------- | ------ | ------ |
| Julian Castro              | 42.745 | 56,23% |
| Trish DeBerry-Mejia        | 22.031 | 28,98% |
| Diane G. Cibrian           | 6.181  | 8,13%  |
| Sheila D. McNeil           | 2.962  | 3,90%  |
| Rhett R. Smith             | 715    | 0,94%  |
| Lauro Bustamante           | 441    | 0,58%  |
| Julie Iris Oldham          | 385    | 0,51%  |
| Michael "Commander" Idrogo | 371    | 0,41%  |
| Napoleon Madrid            | 181    | 0,25%  |
| Comparecimento             | 76.019 | 11,61% |

## Vereadores
- 1º Distrito: Maria Alice Cisneros
- 2º Distrito: Byron Miller
- 3º Distrito: Jennifer Ramos (incumbente)
- 4º Distrito: Philip Cortez (incumbente)
- 5º Distrito: Lourdes Galvan (incumbente)
- 6º Distrito: Ray Lopez
- 7º Distrito: Justin Rodriguez (incumbente)
- 8º Distrito: Michael Berlang
- 9º Distrito: Elisa Chan District
- 10º Distrito: John Clamp (incumbente)